# Alverca da Beira/Bouça Cova
Alverca da Beira/Bouça Cova es una freguesia portuguesa del municipio de Pinhel, distrito de Guarda.

## Historia
Fue creada el 28 de enero de 2013 en aplicación de una resolución de la Asamblea de la República de Portugal promulgada el 16 de enero de 2013 con la unión de las freguesias de Alverca da Beira y Bouça Cova, pasando su sede a estar situada en la antigua freguesia de Alverca da Beira.

## Demografía
| Gráfica de evolución demográfica de Alverca da Beira/Bouça Cova entre 2011 y 2021 |
|                                                                                   |
| Datos según el nomenclátor publicado por el INE portugués.                        |